# Greenstream (schip, 2013)

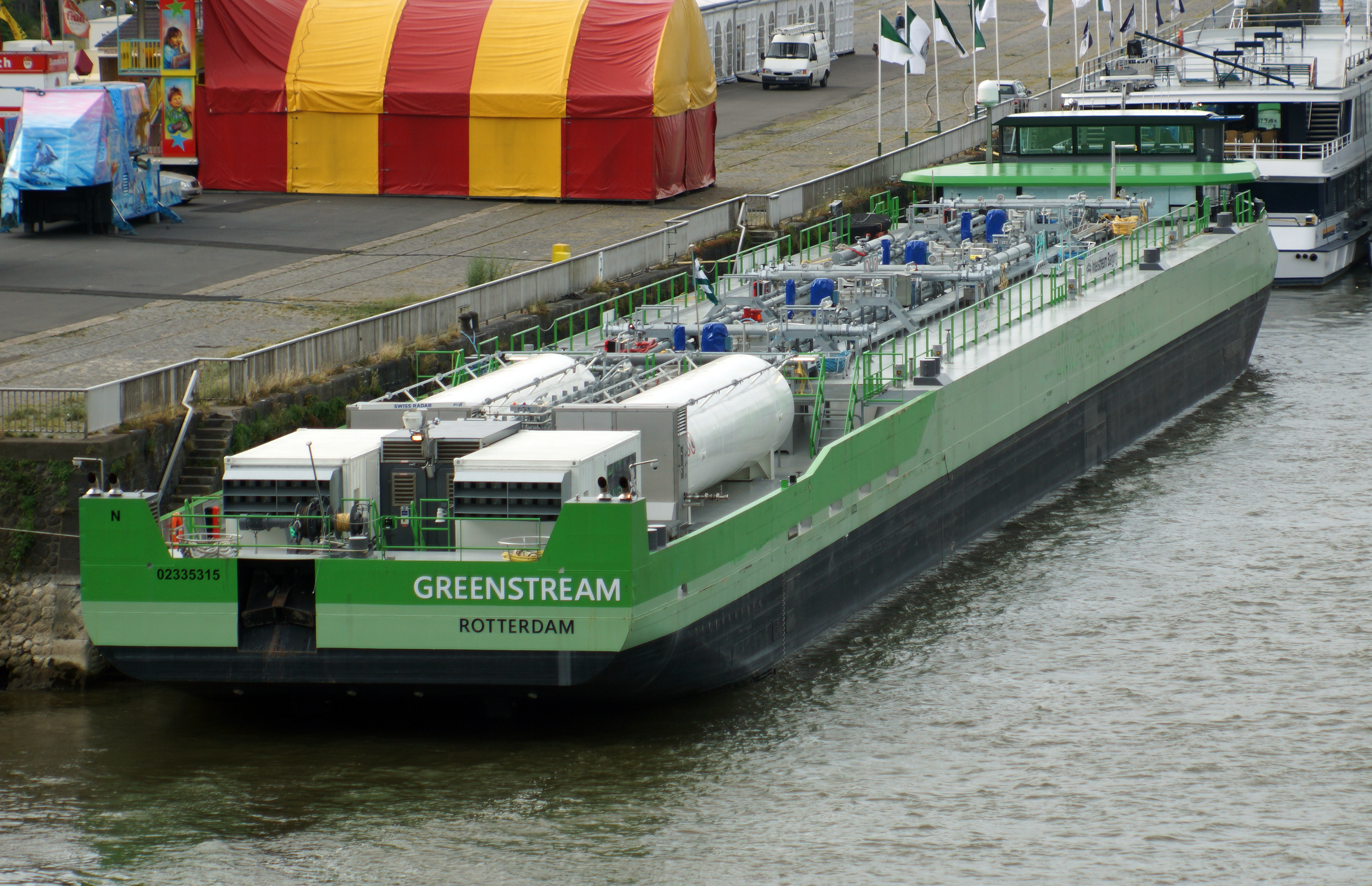
Achteraanzicht Greenstream

LNG Greenstream is begin 2013 in de vaart gekomen als eerste gasolievrije tanker. Deze tanker vaart als eerste volledig op lng (liquid natural gas) als brandstof.

## Beschrijving
In 2011 werd gestart met de ontwikkeling van de LNG Greenstream Tanker. De voorstuwing is volledig lng-elektrisch waardoor er geen gasolie meer wordt gebruikt. Met deze toepassing wordt de uitstoot van kooldioxide (CO2) en stikstofoxiden (NOx) met respectievelijk meer dan 25% en 80% gereduceerd. Bovendien komt er geen zwaveloxide (SO2) en fijnstof vrij. Het schip is uitgerust met vier motoren waardoor een flexibel verbruik van energie mogelijk. Stroomafwaarts is minder energie nodig en worden niet alle motoren gebruikt. Hierdoor blijft het rendement per motor optimaal en wordt energie bespaard.
In tegenstelling tot traditionele binnenvaarttankers zit het stuurhuis van de Greenstream tanker voor op het schip. Dit zorgt voor een betere trim, een efficiëntere voortstuwing door het water en potentieel een hoger veiligheidsniveau omdat de schipper beter zicht heeft. Het is verder inzakbaar zodat een kruiplijn van 4,50 meter haalbaar is. Onder het stuurhuis is de accommodatie voor de bemanning. De motoren staan achter op het schip waardoor het motorgeluid nauwelijks in de verblijven doordringt. Het laadvermogen is 2.900 ton verdeeld over zes tanks. In de tanks kunnen olieproducten en chemicaliën worden meegenomen

## Inzet
Deze 110 meter lange schepen gaan op de Rijn varen in opdracht van Shell. In de tanks kan voldoende lng-brandstof om zeven dagen te varen: van Rotterdam naar Bazel en terug zonder te bunkeren. De Greenstream is wel 2 miljoen euro duurder dan een gewone tanker.
Een tweede vergelijkbaar schip, de Greenrhine, werd op 3 september 2013 gedoopt door Edwige Belliard, President van de Centrale Commissie voor de Rijnvaart.
Beide schepen zijn in eigendom van NFT IJsselmuiden. Interstream Barging is de bevrachter. Deze maatschappij heeft de beide vaartuigen gecharterd aan Shell.

## Wetenswaardigheden
De binnenvaarttanker Greenstream won de Koninklijke Nederlandse Vereniging van Technici op Scheepvaartgebied-prijs 'Schip van het Jaar 2013'.